# Dicionário enciclopédico

Página principal da 11ª edição da Enciclopédia Britânica.

Um dicionário enciclopédico normalmente inclui um grande número de pequenas listas organizadas alfabeticamente, discutindo uma grande variedade de temas. Dicionários enciclopédicos podem ser genéricos, contendo artigos sobre temas em campos diferentes, ou especializados em determinada área como artes, biografias, medicina ou filosofia. Também podem ser organizados em torno de uma determinada perspectiva acadêmica, cultural, étnica ou nacional.
Historicamente, o termo tem sido utilizado para se referir a qualquer livro enciclopédico de  referência, ou seja, num amplo campo de aplicação, que foi organizado alfabeticamente, assim como o familiar dicionário. O termo dicionário precede o termo enciclopédiano uso comum em aproximadamente dois séculos. Para convencionar seu método alfabético de organização e para contrastar com o método de outros sistemas de classificação conhecidos, muitas enciclopédias foram precocemente tituladas ou sub - intitulado como "um dicionário de artes e ciências", ou algo similar.
No entanto, posteriormente se desenvolveu como uma classe um tanto distinta de livros de referência, e se estivéssemos criando a frase de hoje, poderíamos usar algo como um dicionário  enciclopédico. Embora existam semelhanças, é claro, tanto para dicionários e enciclopédias, há distinções importantes, bem como:
- Um dicionário é focado principalmente em palavras e sua definição, e, normalmente, fornece poucas informações, análises pormenorizadas da a palavra definida. Daí que, embora possam oferecer uma definição, pode deixar ao leitor ainda alguma falta de compreensão do significado ou importante para um termo, e como o termo é relacionado a um campo tão vasto campo de conhecimento.

- Uma enciclopédia, por outro lado, visa discutir cada assunto com mais profundidade e transmitir o conhecimento acumulado sobre este assunto. Esta característica é especialmente verdadeira para as enciclopédias com longas monografias sobre temas específicos, como as dez primeiras edições da Encyclopaedia Britannica . Embora muitas vezes organizados em ordem alfabética, algumas enciclopédias não eram. Normalmente, mais da discussão podia ser organizada em torno de um campo ou assunto, e menos sobre a terminologia periódica relacionado a essa discussão. Uma enciclopédia muitas vezes também inclui muitos mapas e ilustrações, bem como a bibliografia e estatísticas.

Comparado a um dicionário, o dicionário enciclopédico oferece uma descrição mais completa e uma escolha de entradas selecionadas para transmitir uma gama de conhecimentos. Comparado a uma enciclopédia, o dicionário enciclopédico oferece facilidade de utilização, através de entradas e resumos em alguns casos, mais entradas de termos em separado e muitas vezes o tamanho reduzido, o que reduz o custo implicado em sua tiragem.
Naturalmente, a questão de como estruturar as entradas, e quantas informações incluir, estão entre os temas centrais na organização de livros de referência. As diferentes abordagens são mais adequadas a diferentes usos ou usuários e todas as três abordagens têm sido amplamente utilizadas desde o final do século XVIII.

## Origem
O dicionário enciclopédico evoluiu a partir do dicionário.  John Harris legendadou em seu marco Léxico técnico um "Dicionário Universal Inglês de Artes e Ciências", sendo conhecido por ser a primeira obra de coleção do conhecimento na língua inglesa ordenada alfabeticamente.
Os enciclopedistas do século XVIII, por sua vez, expandiram dramaticamente a profundidade e, em alguns casos, substancialmente revisaram a organização do dicionário enciclopédico para criar o início das grandes Enciclopédias francesas Encyclopédie e mais tarde, a britânica Encyclopaedia Britannica . No entanto, tais trabalhos eram caros e de difícil produção e de se manterem atualizados, e o detalhamento de algumas entradas não era o ideal para algumas utilizações como referência. A primeira versão em alemão Conversations-Lexikon(1796-1808) eram apenas 2.762 páginas em seis volumes, e ao mesmo tempo que o trabalho foi expandido, seu formato usado inúmeras vezes, entradas menos longas servindo como o modelo principal modelo para muitas outras enciclopédias e dicionários enciclopédicos do século XIX.

## Leitura recomendada
Nielsen, Sandro (2008). The Effect of Lexicographical Information Costs on Dictionary Making and Use (em inglês). [S.l.]: Lexikos. pp. 170–189